# Diaphus metopoclampus
Diaphus metopoclampus es una especie de pez linterna perteneciente al género Diaphus,  de la subfamilia Lampanyctinae. Fue descrita por Cocco en 1829.
Especie inofensiva para el ser humano.

## Descripción
Longitud total de 9,6 centímetros.

## Distribución y hábitat
Se distribuye desde las islas británicas hasta Mauritania, incluido el Mediterráneo occidental, Liberia y Sudáfrica. En Estados Unidos y desde Brasil hasta Argentina. En Nueva Gales del Sur, Australia y Nueva Zelanda. Puede alcanzar profundidades de 90-1085 metros.